# Општина Тузи
Општина Тузи је општина у југоисточном делу Црне Горе. Седиште општине је градско насеље Тузи. Према попису из 2011. године на територији општине је живело 11.422 становника. Према резултатима пописа из 2023. године имала је 12.979 становника.
До 1. септембра 2018. године Тузи су биле градска општина у оквиру Подгорице као и Голубовци, од септембра 2018. Тузи су самостална општина са посебним позивним бројем и регистарским ознакама за моторна возила. Површина општине је 236 км2.

## Историја
Доношењем Закона о Главном граду 2005. године бивша општина Подгорица постаје главни град Подгорица на чијој се територији формирају градске општине Тузи и Голубовци. Од 1. септембра 2018. године подгоричка градска општина Тузи је постала самостална општина.

## Насељена места
Општина Тузи обухвата 38 насељена места:
| - Арза - Барлај - Бенкај - Будза - Владни - Врањ - Вуксанлекићи - Горњи Миљеш - Гурец - Делај | - Диноша - Доњи Миљеш - Дрешај - Друме - Душићи - Котрабудан - Коћи - Кршево - Ловка - Мужешка | - Набон - Никмараш - Омербожовићи - Пикаљ - Подхум - Попрат - Прифти - Ракића Куће - Рудине | - Селиште - Скораћ - Спиња - Стјепово - Сукурућ - Трабојин - Тузи - Хелмница - Цијевна |

Законом о територијалној организацији Црне Горе установљена су насеља Затријебач, Панкала, Шипчаник, Горња Селишта и Доња Селишта.

## Демографија

### Национални састав становништва општине по попису 2023. године
| Национални састав према попису из 2023.‍ | Национални састав према попису из 2023.‍ | Национални састав према попису из 2023.‍ | Национални састав према попису из 2023.‍ | Национални састав према попису из 2023.‍ |
| --------------------------------------- | --------------------------------------- | --------------------------------------- | --------------------------------------- | --------------------------------------- |
|                                         |                                         |                                         |                                         |                                         |
| Албанци                                 | Албанци                                 |                                         | 8.119                                   | 62,55%                                  |
| Црногорци                               | Црногорци                               |                                         | 1.964                                   | 15,13%                                  |
| Бошњаци                                 | Бошњаци                                 |                                         | 1.772                                   | 13,65%                                  |
| Муслимани                               | Муслимани                               |                                         | 363                                     | 2,80%                                   |
| Срби                                    | Срби                                    |                                         | 258                                     | 1,99%                                   |
| Остали                                  | Остали                                  |                                         | 297                                     | 2,29%                                   |
| Неизјашњени                             | Неизјашњени                             |                                         | 206                                     | 1,59%                                   |
| Укупно: 12.979                          |                                         |                                         |                                         |                                         |

### Национални састав становништва општине по попису 2011. године
| Национални састав према попису из 2011.‍ | Национални састав према попису из 2011.‍ | Национални састав према попису из 2011.‍ | Национални састав према попису из 2011.‍ | Национални састав према попису из 2011.‍ |
| --------------------------------------- | --------------------------------------- | --------------------------------------- | --------------------------------------- | --------------------------------------- |
|                                         |                                         |                                         |                                         |                                         |
| Албанци                                 | Албанци                                 |                                         | 7.829                                   | 68,54%                                  |
| Црногорци                               | Црногорци                               |                                         | 1.127                                   | 9,87%                                   |
| Бошњаци                                 | Бошњаци                                 |                                         | 1.050                                   | 9,19%                                   |
| Муслимани                               | Муслимани                               |                                         | 702                                     | 6,15%                                   |
| Срби                                    | Срби                                    |                                         | 244                                     | 2,14%                                   |
| Остали                                  | Остали                                  |                                         | 470                                     | 4,11%                                   |
| Укупно: 11.422                          |                                         |                                         |                                         |                                         |

### Верски састав становништва општине по попису 2023. године
| Верски састав (са уделом преко 1%)‍ | Верски састав (са уделом преко 1%)‍ | Верски састав (са уделом преко 1%)‍ | Верски састав (са уделом преко 1%)‍ | Верски састав (са уделом преко 1%)‍ |
| ---------------------------------- | ---------------------------------- | ---------------------------------- | ---------------------------------- | ---------------------------------- |
|                                    |                                    |                                    |                                    |                                    |
| Муслимани                          | Муслимани                          |                                    | 7.097                              | 54,68%                             |
| Католици                           | Католици                           |                                    | 5.150                              | 39,68%                             |
| Православци                        | Православци                        |                                    | 542                                | 4,18%                              |
| атеисти и агностици                | атеисти и агностици                |                                    | 15                                 | 0,12%                              |
| остали                             | остали                             |                                    | 62                                 | 0,47%                              |
| неизјашњени                        | неизјашњени                        |                                    | 113                                | 0,87%                              |

### Језички састав становништва општине по попису 2023. године
| Језички састав (са уделом преко 1%)‍ | Језички састав (са уделом преко 1%)‍ | Језички састав (са уделом преко 1%)‍ | Језички састав (са уделом преко 1%)‍ | Језички састав (са уделом преко 1%)‍ |
| ----------------------------------- | ----------------------------------- | ----------------------------------- | ----------------------------------- | ----------------------------------- |
|                                     |                                     |                                     |                                     |                                     |
| Албански језик                      | Албански језик                      |                                     | 7.820                               | 60,25%                              |
| Црногорски језик                    | Црногорски језик                    |                                     | 3.244                               | 24,99%                              |
| Бошњачки језик                      | Бошњачки језик                      |                                     | 1.187                               | 9,15%                               |
| Српски језик                        | Српски језик                        |                                     | 387                                 | 2,98%                               |
| остали                              | остали                              |                                     | 239                                 | 1,84%                               |
| неизјашњени                         | неизјашњени                         |                                     | 102                                 | 0,79%                               |